# وولورث
وولورث (به انگلیسی: Woolooware) یک حومه شهر در استرالیا است که در نیو ساوت ولز واقع شده‌است.